# Mosella (dipartimento)
La Mosella (Moselle) è un dipartimento francese della regione Grand Est. Confina con i dipartimenti del Basso Reno a est e della Meurthe e Mosella a sud-ovest, con il Lussemburgo a nord-ovest, e con la Germania (stati Saarland e Renania-Palatinato) a nord-est.
Le principali città, oltre al capoluogo Metz, sono Boulay-Moselle, Château-Salins, Forbach, Sarrebourg, Sarreguemines, Thionville, Saint-Avold, Hayange e Hagondange.